# Огма (звезда)
Огма, HD 149026 — одиночная звезда в созвездии Геркулеса на расстоянии приблизительно 248 световых лет (около 76 парсек) от Солнца. Видимая звёздная величина звезды — +8,14m. Возраст звезды определён как около 2 млрд лет.
Вокруг звезды обращается, как минимум, две планеты.
Огму можно наблюдать в телескоп или бинокль.

## Характеристики
Огма — жёлтый субгигант спектрального класса G0IV, или G0. Масса — около 1,3 солнечной, радиус — около 1,458 солнечного, светимость — около 2,644 солнечной. Эффективная температура — около 5974 K.

## Название
В 2015 году Международный астрономический союз провёл голосование, где выбирались названия для 14 звёзд и 31 экзопланеты вокруг них. Было решено переименовать HD 149026 в «Огму» по имени божества красноречия, письма и силы в кельтской мифологии. Её планету, HD 149026 b, переименовали в «Смертриос» по имени галльского бога войны.

## Планетная система
Смертриос − экзопланета, открытая астрономами в 2005 году транзитным методом. Планета относится к горячим юпитерам из-за размеров, близости к звезде и температуры, которая может достигать 2040° по Цельсию.
В 2019 году учёными, анализирующими данные проектов HIPPARCOS и Gaia, у звезды обнаружена планета HIP 80838 c.